# Amtsgericht Zierenberg
Das Amtsgericht Zierenberg war ein preußisches Amtsgericht mit Sitz in Zierenberg.

## Vorgeschichte
In Kurhessen erfolgte 1821 die Trennung der Rechtsprechung von der Verwaltung und für die Rechtsprechung wurden Justizämter, darunter das Justizamt Zierenberg mit Sitz in Zierenberg, eingerichtet. Es war dem Obergericht für die Provinz Niederhessen zugeordnet.

## Geschichte
Mit der Annexion Kurhessens durch Preußen 1866 wurden in der neuen Provinz Hessen-Nassau Amtsgerichte eingerichtet. Das Justizamt Sababurg wurde entsprechen in das Amtsgericht Zierenberg umgewandelt. Dieses war dem Kreisgericht Kassel zugeordnet. Mit der Einführung der Reichsjustizgesetze entstanden 1879 reichsweit einheitlich Amtsgerichte. Das Amtsgericht Zierenberg behielt damit seinen Namen und erhielt die neuen Funktionen. Es war nun eines der 34 Amtsgerichte im Bezirk des Landgerichtes Kassel. Am Gericht bestand eine Richterstelle. Es war damit ein kleines Amtsgericht im Landgerichtsbezirk. Sein Gerichtsbezirk umfasste aus dem Kreis Wolfhagen den Stadtbezirk Zierenberg, die Gemeindebezirke Burghasungen, Dörnberg, Ehlen, Martinhagen, Oberelsungen, Oelshausen und Wenigenhasungen und die Gutsbezirke Bodenhausen, Burghasungen, Escheberg, Kirchditmold (Oberförsterei), Laar, Oelshausen (Forstgut) und Rangen. In Folge der Weltwirtschaftskrise wurden 60 Amtsgerichte auf Grund von Sparverordnungen aufgehoben. Mit der Verordnung über die Aufhebung von Amtsgerichten vom 30. Juli 1932 wurde das Amtsgericht Zierenberg zum 30. September 1932 aufgehoben und sein Sprengel dem Amtsgericht Wolfhagen zugeordnet.